# Evaporit

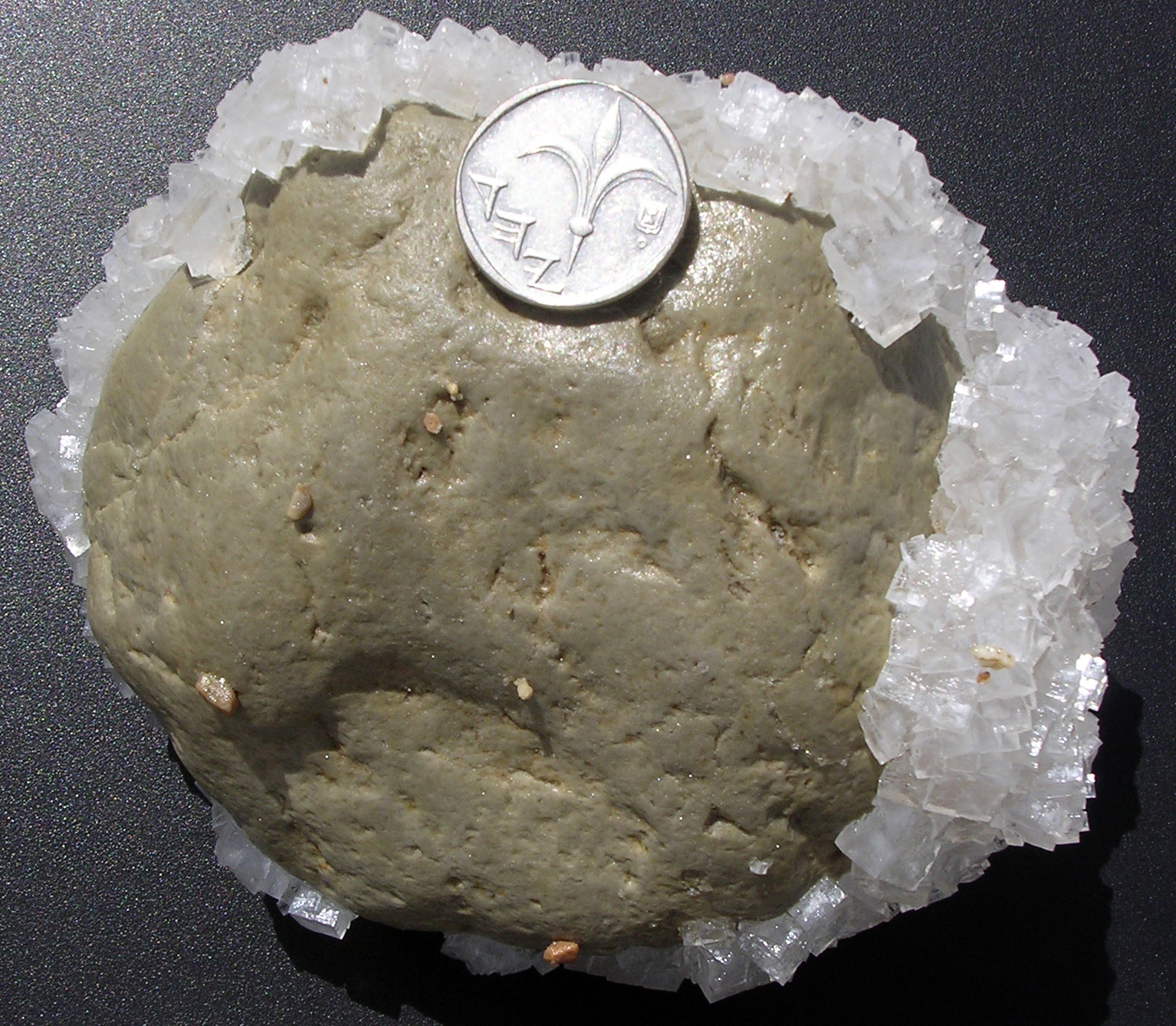
Một hòn cuội phủ halit bay hết hơi nước từ biển Chết, Israel.

Evaporit là trầm tích khoáng vật hòa tan trong nước, được tạo ra từ sự bay hơi của nước bề mặt. Các evaporit được coi là một dạng đá trầm tích.

## Hình thành của đá evaporit
Mặc dù tất cả các khối nước trên bề mặt và trong cáctầng ngậm nước đều chứa các muối hòa tan, nhưng nước phải bay hơi vào khí quyển để cho các khoáng vật có thể trầm lắng. Để điều này xảy ra thì khối nước phải nằm trong một môi trường hạn chế trong đó tốc độ cung cấp nước đầu vào cho môi trường này phải nhỏ hơn tốc độ ròng của sự bay hơi. Điều này thường xảy ra đối với các môi trường khô hạn với lưu vực nhỏ được nuôi bằng nguồn cấp nước đầu vào hạn chế. Khi sự ay hơi xảy ra thì lượng nước còn lại chứa nồng độ muối cao hơn và các muối sẽ trầm lắng xuống khi nước đã bão hòa muối. Khoáng vật học của các loại đá evaporit là phức tạp, với khoảng 100 dạng có thể, nhưng trong số này chỉ một vài chục dạng là có tầm quan trọng về mặt khối lượng. Các khoáng vật trong các loại đá evaporit bao gồm các cacbonat (đặc biệt là canxit, dolomit, magnesit và aragonit), các sulfat (thạch cao khan và thạch cao), các chloride (cụ thể là halit, sylvit và carnallit) cũng như một loạt các borat, silicat, nitrat và sulfocacbonat. Các tích tụ evaporit có thể xảy ra ở cả môi trường biển lẫn môi trường không phải biển.

### Đá evaporit cổ đại
Các evaporit cổ đại diễn ra nhiều trong các hồ sơ địa chất thuộc liên đại Hiển sinh, cụ thể là thuộc các kỷ như Cambri (từ 570 tới 505 triệu năm trước), Permi (từ 286 tới 245 triệu năm trước) hay Trias (từ 245 tới 208 triệu năm trước), nhưng lại khá hiếm trong các chuỗi trầm tích của thời kỳ Tiền Cambri. Chúng có xu hướng gắn liền với các cacbonat và đá sét kết mịn (thông thường giàu các oxide sắt) trên thềm biển nông. Do trầm tích evaporit đòi hỏi các điều kiện môi trường và các thiết lập lưu vực cụ thể, nên sự hiện diện của chúng theo thời gian và không gian thể hiện rõ nét các tính chất và tác động của cổ khí hậu học và cổ địa lý học. Các lớp evaporit có xu hướng tích lũy và tạo thuận lợi cho các tầng phay nghịch chờm, vì thế sự hiện diện của chúng được cá nhà địa chất học cấu trúc rất quan tâm.

## Evaporit của môi trường trầm lắng
Evaporit của môi trường trầm lắng phù hợp với các điều kiện nói trên bao gồm:
- Các khu vực địa hào hay bán địa hào trong các môi trường lũng hẹp lục địa được nuôi bằng sự cấp nước hạn chế từ các con sông, thông thường trong các môi trường nhiệt đới và cận nhiệt đới. Các môi trường hiện tại phù hợp với điều này có vùng trũng Denakil ở Ethiopia hay thung lũng Chết ở California
- Các môi trường địa hào trong các môi trường lũng hẹp đại dương được nuôi bằng sự cung cấp nước biển hạn chế, dẫn tới sự cô lập và bốc hơi cuối cùng. Các ví dụ là Hồng Hải hay biển Chết tại Jordan và Israel.
- Các lưu vực tiêu nước nội bộ trong các môi trường khô cằn hay bán khô cằn tại vùng nhiệt đới được cấp nước bằng nguồn nước nhanh tàn lụi. Các ví dụ bao gồm sa mạc Simpson ở Tây Úc hay hồ Muối Lớn tại Utah.
- Các khu vực không có lưu vực cấp nước chỉ được nuôi bằng sự thấm ra của nước ngầm từ các nguồn nước phun. Các ví dụ bao gồm các gò thấm nước của sa mạc Victoria, được nuôi bằng Đại tự lưu bồn địa (Great Artesian Basin) ở Úc.
- Các đồng bằng duyên hải bị hạn chế trong môi trường biển thoái lui. Các ví dụ bao gồm các trầm lắng sabkha tại Iran, Ả Rập Xê Út và biển Chết.
- Các lưu vực tiêu nước chảy vào các môi trường cực kỳ khô cằn. Các ví dụ bao gồm các sa mạc tại Chile, các phần nhất định của các sa mạc Sahara và Namib.

## Các thành hệ evaporit

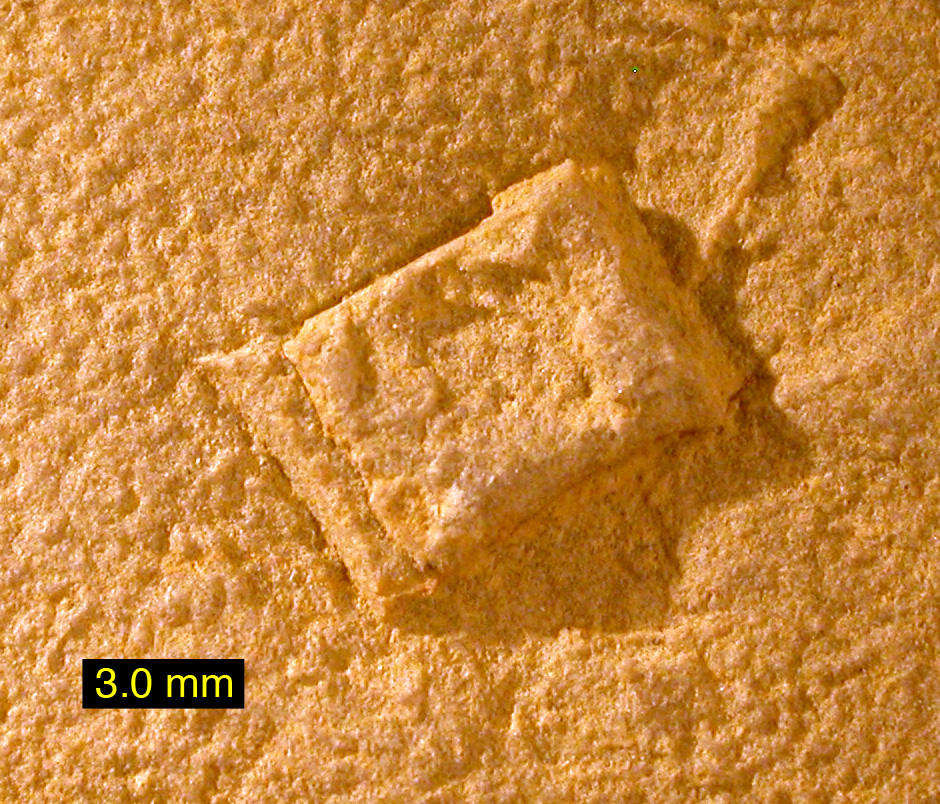
Các tinh thể halit lẫn trong đá thuộc kỷ Jura.

Các thành hệ evaporit không nhất thiết phải hợp thành hoàn toàn từ halit. Trên thực tế, phần lớn các thành hệ evaporit không chứa nhiều hơn vài phần trăm các khoáng vật evaporit, phần còn lại là sự hợp thành của các loại đá mảnh vụn và các cacbonat điển hình hơn.
Để một thành hệ được coi là dạng evaporit thì nó có thể chỉ đơn giản đòi hỏi sự nhận ra của các dạng giả halit, các chuỗi bao gồm một số tỷ lệ các khoáng vật evaporit, và sự thừa nhận các kết cấu bùn rạn nứt hoặc các kết cấu khác.

## Tầm quan trọng kinh tế
Các evaporit có tầm quan trọng kinh tế do các tính chất khoáng vật học của chúng, các tính chất vật lý tại chỗ (in situ) cũng như hành vi của chúng trong phạm vi cận bề mặt.
Các khoáng vật evaporit, đặc biệt là các khoáng vật nitrat, có tầm quan trọng kinh tế tại Peru và Chile. Chúng thường được khai thác để sử dụng trong sản xuất phân hóa học và thuốc nổ.
Các lớp trầm tích halit dày được dự kiến trở thành các khu vực quan trọng cho chôn cất chất thải hạt nhân do sự ổn định về mặt địa chất của chúng, công nghệ-kỹ thuật có thể dự đoán được và hành vi vật lý cũng như sự không thấm vào nước ngầm.
Các thành hệ halit được chú ý vì khả năng tạo thành các diapir, là các khu vực lý tưởng để bẫy các tích tụ dầu mỏ.

## Các nhóm khoáng vật evaporit chính
- Các halide: halit (NaCl), sylvit (KCl) và fluorit (CaF2)
- Các sulfat: thạch cao (CaSO4•2H2O), barit (BaSO4) và thạch cao khan (CaSO4)
- Các nitrat: nitratit (NaNO3) và niter (KNO3)
- Các borat: thông thường tìm thấy trong các trầm tích hồ nước mặn khô cằn, khá phổ biến tại tây nam Hoa Kỳ. Các borat phổ biến là borac (Na2[B4O5 (OH)4]•8H2O), từng được sử dụng trong một số dạng xà phòng và chất tẩy rửa bề mặt.
- Các cacbonat: chẳng hạn như trona (Na3H(CO3)2•2H2O), được hình thành trong các hồ nước mặn nội địa.

Các khoáng vật evaporit bắt đầu kết tủa khi nồng độ của chúng trong nước đạt tới mức giới hạn mà chúng không thể hòa tan thêm nữa.
Các khoáng vật kết tủa từ dung dịch theo trật tự ngược lại với trật tự về độ hòa tan của chúng, chẳng hạn trật tự kết tủa từ nước biển là:
1. Canxit (CaCO3) và dolomit (CaMg(CO3)2)
2. Thạch cao (CaSO4•2H2O) và thạch cao khan (CaSO4).
3. Halit (như muối ăn thông thường NaCl)
4. Các muối kali và magiê.

Sự phổ biến của các loại đá được hình thành từ trầm lắng nước biển là tương tự như trật tự đã nêu. Vì thế, đá vôi (canxit) và dolomit là phổ biến hơn so với thạch cao và thạch cao là phổ biến hơn so với halit, và halit là phổ biến hơn so với các đá hình thành từ muối của kali và magiê.
Các evaporit có thể dễ dàng tái kết tinh trong các phòng thí nghiệm nhằm kiểm tra các điều kiện và các đặc trưng trong sự hình thành của chúng.